# Správní obvod obce s rozšířenou působností Žatec
Správní obvod obce s rozšířenou působností Žatec je od 1. ledna 2003 jedním ze tří správních obvodů rozšířené působnosti obcí v okrese Louny v Ústeckém kraji. Čítá 18 obcí.
Město Žatec je zároveň obcí s pověřeným obecním úřadem, přičemž oba správní obvody jsou územně totožné.

## Seznam obcí
Poznámka: Města jsou vyznačena tučně, městyse kurzívou.
- Bitozeves
- Blažim
- Čeradice
- Deštnice
- Holedeč
- Liběšice
- Libočany
- Libořice
- Lipno
- Lišany
- Měcholupy
- Nové Sedlo
- Staňkovice
- Tuchořice
- Velemyšleves
- Zálužice
- Žatec
- Žiželice

## Obyvatelstvo
| Rok  | Obyv.  | ± %     |
| ---- | ------ | ------- |
| 1869 | 28 711 | —       |
| 1880 | 31 636 | +10,2 % |
| 1890 | 34 596 | +9,4 %  |
| 1900 | 39 372 | +13,8 % |
| 1910 | 39 818 | +1,1 %  |

| Rok  | Obyv.  | ± %     |
| ---- | ------ | ------- |
| 1921 | 38 074 | −4,4 %  |
| 1930 | 40 922 | +7,5 %  |
| 1950 | 25 322 | −38,1 % |
| 1961 | 26 990 | +6,6 %  |
| 1970 | 26 497 | −1,8 %  |

| Rok  | Obyv.  | ± %    |
| ---- | ------ | ------ |
| 1980 | 28 115 | +6,1 % |
| 1991 | 27 633 | −1,7 % |
| 2001 | 27 455 | −0,6 % |
| 2011 | 26 825 | −2,3 % |
| 2021 | 26 964 | +0,5 % |